# جنو ميل
جنو ميل (GNUMail.app) هو عميل بريد إلكتروني حُرٌّ ومفتوح المَصدر، مُرخصٌّ برخصة جنو العمومية المنشورة بواسطة مُؤسسة البرمجيَّات الحُرَّة. يعمل تحت واجهة جنو ستب وماك أو إس، وهو مُستوحًى مِن ني إكس تي ميل ‏.